# Sarah Edwards (Politikerin)

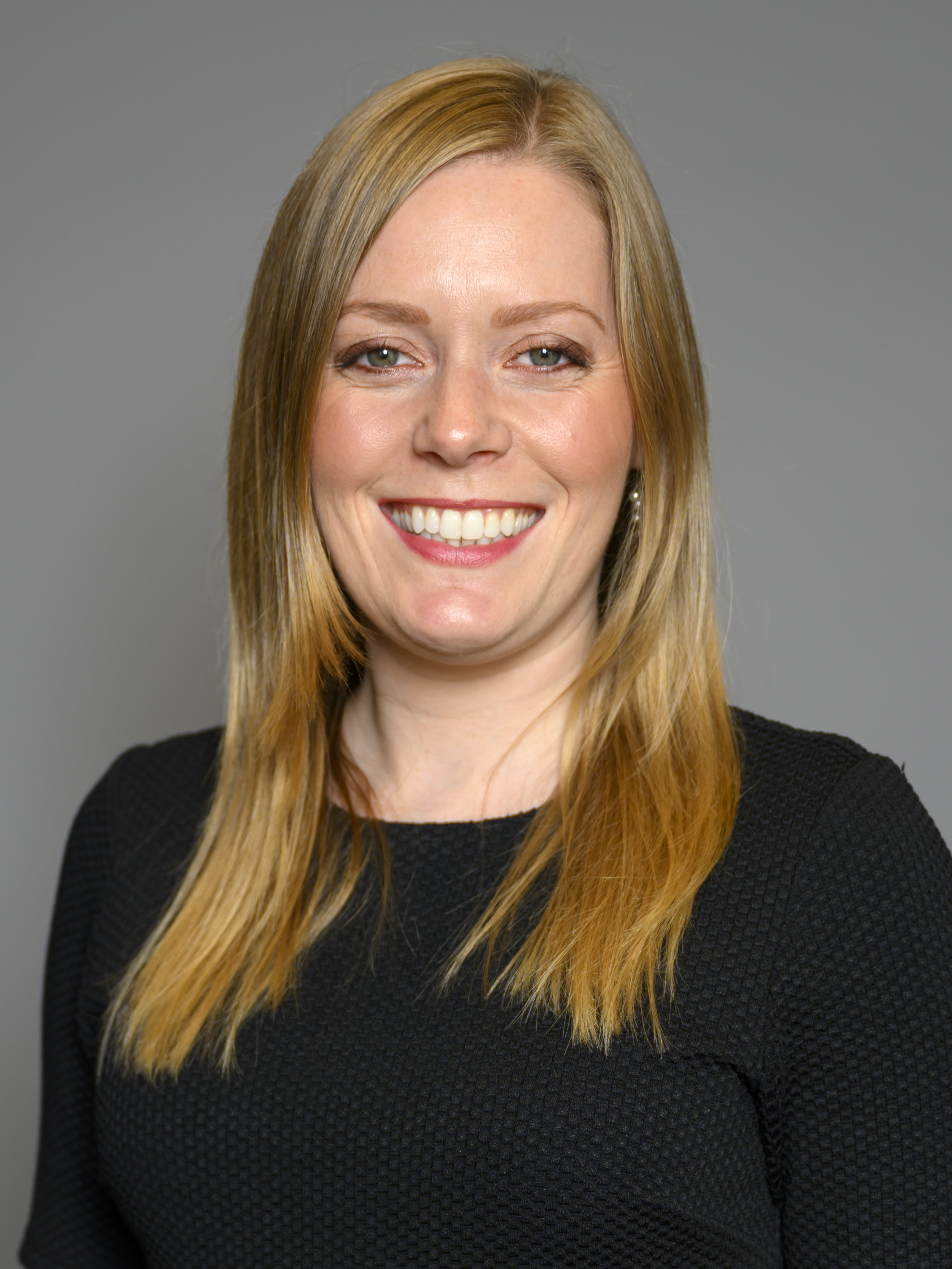
Sarah Edwards

Sarah Siena Edwards (* 1988) ist eine britische Politikerin der Labour Party. Sie ist seit einer Nachwahl im Oktober 2023 Unterhausabgeordnete für den Wahlkreis Tamworth in Staffordshire.

## Kindheit, Jugend, Ausbildung
Sarah Siena Edwards wurde 1988 in Moseley, einem Stadtteil im Süden von Birmingham, geboren. Ihr Vater war Englischlehrer, ihre Mutter und ihr Bruder, arbeiteten für den National Health Service. Sie studierte 2010 Raumgestaltung am Central Saint Martins Collge der University of the Arts London.

## Laufbahn
Vor ihrer Wahl ins Unterhaus arbeitete Edwards als Funktionärin für die Gewerkschaft Unite the Union.
Zuvor war sie für den National Health Service tätig. Von 2010 bis 2012 arbeitete sie für Oxfam im Bereich Fundraising und Veranstaltungen. Danach zog sie zurück nach Moseley, um 2012 in ihrer jetzigen Position bei Unite the Union zu beginnen. Sie absolvierte 2012 den Uprising Leadership Course und nahm 2015 am US Ambassadors Young Leaders Programme teil.

## Im Parlament
Bei einer Nachwahl im Wahlkreis Tamworth 2023 wurde Edwards ins Unterhaus des britischen Parlaments gewählt, dem ging nach einer politischen Kontroverse der Rücktritt des konservativen Parlamentsmitglieds Chris Pincher voraus. Edwards siegte mit 45,8 % der abgegebenen Stimmen und wurde so die erste Labour-Abgeordnete für diesen Wahlkreis seit der Unterhauswahl 2010. Sie erhielt 11.719 Stimmen gegenüber den 10.403 Stimmen für den konservativen Kandidaten; diesem gegenüber hatte sie einen Vorsprung von 1.316 Stimmen.
In ihrer Ansprache nach dem Wahlsieg sagte Edwards, die Einwohner von Tamworth hätten für Labours positive Vision gestimmt und eine klare Botschaft an den Premierminister Rishi Sunak und seine Regierung gesandt, dass es Zeit für einen Wechsel sei. Der politische Kommentator Sir John Curtice äußerte, bisher habe noch keine regierende Partei einen Wahlkreis verloren, der so sicher gewesen sei wie Tamworth.